# Serra de' Conti
Serra de' Conti és un comune (municipi) de la província d'Ancona, a la regió italiana de les Marques. A 1 de gener de 2019 la seva població era de 3.737 habitants.
Serra de' Conti limita amb els següents municipis: Arcevia, Barbara, Montecarotto i Ostra Vetere.